# Prins Singkeo
Prins Singkeo † 1975 is de achter - achter kleinzoon van koning Inta Som † 1749 van het koninkrijk Luang Prabang en de zoon van prins Vongkot. Hij was getrouwd met prinses (Sadu Chao Nying) Sudhajani (Sudachan) de dochter van prins Bhuma, of Phouma. Prins Singkeo had voor zover bekend een dochter: Prinses Souvankham Vongkot Rattana. Het koninkrijk Luang Prabang, Land van een miljoen olifanten en de witte parasol, was een koninkrijk dat ongeveer het noordelijke deel van Laos besloeg en tussen 1707 en 1949 heeft bestaan.